# Први шлезвички рат
Први немачко-дански рат (енгл. First Schleswig War) вођен је 1848-1850. између Немачког савеза и Данске за покрајину Шлезвиг-Холштајн.

## Рат

### Устанак против Данске
Дански краљ Фредерик VII прогласио је 1848. припајање Шлезвига Данској, чиме је нарушио уговор са Немачким савезом о аутономији и интегритету покрајине Шлезвиг-Холштајн. Под утицајем револуционарних врења у Европи, покрајина се одлучила на оружани отпор. Формирана је привремена влада, која је затражила помоћ од Прусије. Крајем марта 1848. недовољно опремљене снаге покрајине (око 2.000 људи) упућене су под генералом Августом Кроном ка Фленсбургу ради заштите Шлезвига, али су их 9. априла данске трупе (око 10.000 војника), под генералом Хансом Хедерманом (дан. Hans Hedemann), одбациле на југ.

### Пруска интервенција
Шлезвиг-холштајнским трупама, које се стављају под команду пруских официра, долазе у току априла у помоћ пруске и хановеранске јединице - укупно око 34.000 војника, под генералом Ф. Врангелом. Код града Шлезвига Данци су тучени 23. априла, али су се, пошто је пропуштена прилика да се бржом акцијом присиле на предају, повукли на север. Без већих борби, почетком маја, пруске и шлезвигхолштајнске трупе прешле су данску границу и заузеле југоисточни део Јиланда и напуштену тврђаву Фредеришу.
Даље надирање немачких снага спречиле су Русија и Шведска. У јуну се Шведска ставља на страну Данске и шаље трупе на острво Фин (дан. Fyn), док је Русија запретила интервенцијом у корист Данске. У таквој ситуацији Прусија је посредством Велике Британије повела преговоре са Данском. У Малмеу је 26. августа 1848. закључено примирје. На мировним преговорима у Лондону, Данска је, ослањајући се на Русију, Аустрију и Француску, одбила британски предлог да се Шлезвиг одвоји од Холштајна и 26. марта 1849. прекинула примирје.
У наставку рата, Прусија је прикупила из држава Немачког савеза око 50.000 људи под командом генерала Карла Притвица. Нови дански командант, генерал Герхард Крог (дан. Gerhard Krogh), прешао је у напад 3. априла 1849. Са острва Алс искрцао је трупе на полуострво Суневе (Sundeved), прешао једним корпусом границу и заузео Хадерслев, а данска флота је у водама источно од града Шлезвига покушала диверзиони десант код Екернфердеа 5 априла. Због неуспеха десанта, данска војска напустила је мостобран на полуострву Суневе и повукла се на острво Фин. 
Иницијативу су преузеле немачке снаге. У мају су трупе Шлезвиг-Холштајна наступале преко Колина (Kolding) ка Фредериши, а пруске ка Вајлеу (Vejle). Нови дански командант, генерал Рије (Rye), искористио је настали предах и неопажено је пребацио ноћу са Фина већи део снага у Фредеришу, где је 6. јула са око 20.000 људи извршио снажан напад на шлезвиг-холштајнске трупе и нанео им тежак пораз.

### Пруска избачена из рата
Тај пораз и криза у односима с Аустријом, приморали су Прусију да 10. јула закључи мир у Берлину, по којем је Шлезвиг стављен под управу данско-пруске комисије. Војска Немачког савеза је распуштена, а шлезвиг-холштајнски корпус враћен у Холштајн.
Не мирећи се с таквим исходом, холштајнски патриоти, препуштени себи, прикупили су наредне године око 27.000 војника и под командом немачког генерала Ф. Вилизена ушли у јулу 1850. у Шлезвиг. Код Фленсбурга су поразили данске снаге које су се прикупљале. Али у бици код Идштета 25. јула, холштајнске снаге су претрпеле пораз и биле принуђене на повлачење до Реденсбурга.

### Операције на мору
Данска флота (5 линијских бродова, 8 фрегата, око 10 корвета и авиза, 85 топовњача на весла и 6 пароброда), којој је Прусија супротставила само неколико импровизованих топовњача, блокирала је маја 1848. немачку обалу Балтичког мора, запленила више трговачких бродова и нанела немачкој трговвини велику штету. Данска флота подржала је напредовање копненених снага кроз Шлезвиг и превозила трупе са острва Фин на острво Алс, а у повлачењу војске на север, ка граници, садејствовала је у одбрамбеним операцијама на острву Алс.
У борбама против непријатељевих обалских батерија, бродови данске флоте претрпели су 5. априла 1849. код Екенфердеа високе губитке. Мањи окршаји на мору исте године код Хелголанда и Данцига, 1850. код Нојштата (Neustadt), Кила, Хајлигенхафена (Heiligenhafen) и на спрудовима Северног мора, нису били значајни за исход рата.

## Последице
Надмоћнија данска војска онемогућила је даље нападе холштајнких снага. Конвенцијом у Оломуцу, Прусија се одрекла свог утицаја у Шлезвиг-Холштајну. Јануара 1851. распуштена је шлезвиг-холштајнска војска и управа над Шлезвиг-Холштајном предата Данцима. Лондонским протоколом од 8. маја 1852, то решење је санкционисано.